# Marjorie Housepian Dobkin
assinatura
Marjorie Anaïs Housepian Dobkin (Nova Iorque, 21 de novembro de 1922 - Emerson, Nova Jersey, 8 de fevereiro de 2013) foi uma escritora armênia-estadunidense. Seus livros incluem o romance A Houseful of Love ("Uma casa cheia de amor", 1957, um best-seller nas listas do New York Times e New York Herald Tribune) e a história Smyrna 1922: The Destruction of a City ("Esmirna 1922: a destruçao de uma cidade," 1971).
Ela foi uma professora a Barnard College (onde tinha sido uma aluna) de Columbia University na Cidade de Nova Iorque e em 1983 recebeu um Ph.D. honorário de Wilson College em Pennsylvania.

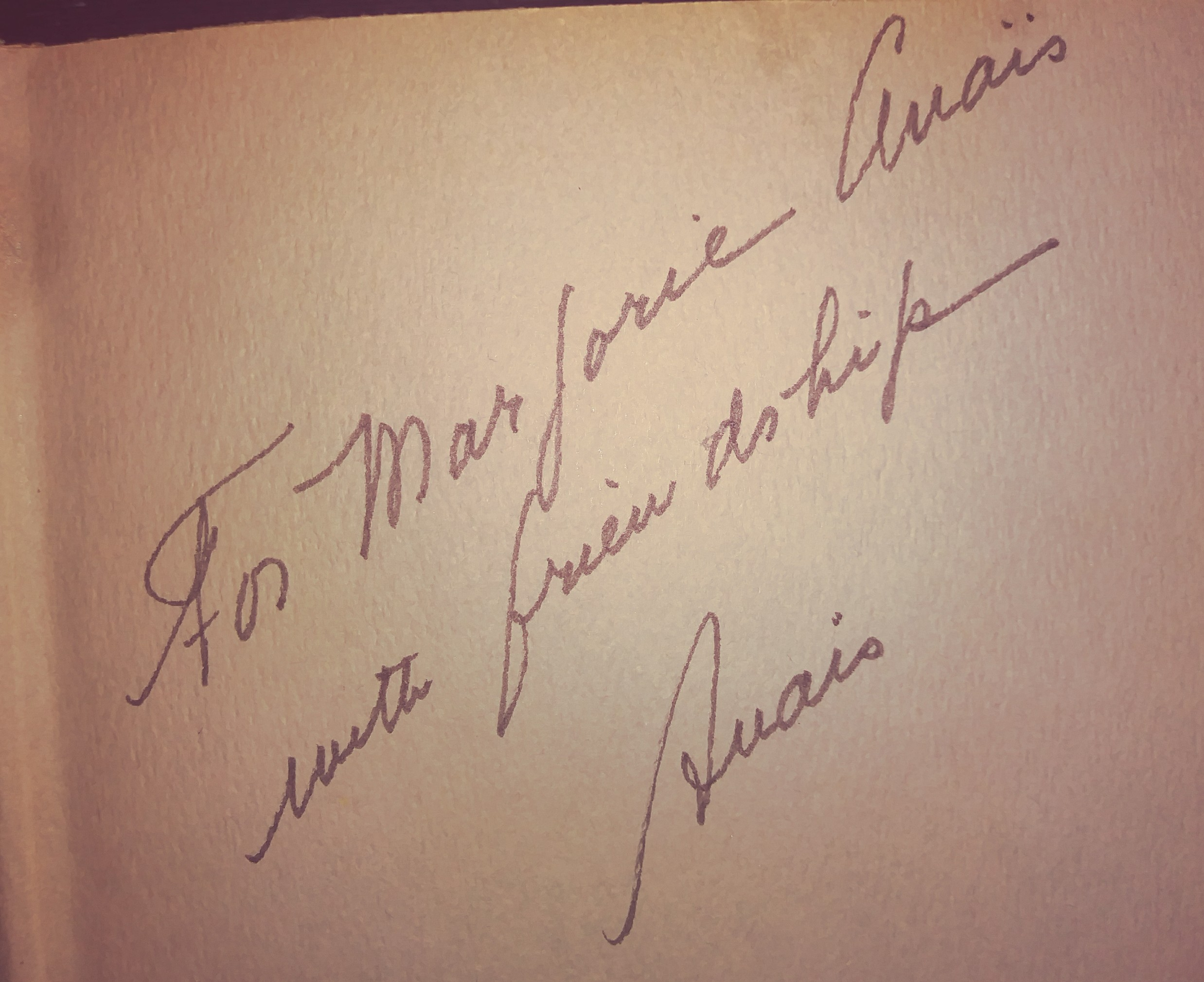
Inscrição por Anaïs Nin a Marjorie Anaïs Housepian Dobkin numa cópia do Journal de Anaïs Nin: "A Marjorie Anaïs com amizade Anaïs"